# Patinage de vitesse aux Jeux olympiques de 2018 - Mass start femmes
Navigation
Pékin 2022
La mass start féminine de patinage de vitesse aux Jeux olympiques de 2018 a lieu le 24 février 2018 à l'Ovale de Gangneung.

## Format
La compétition se déroule en trois courses : deux demi-finales comprenant douze patineuses et une finale comprenant seize patineuses.
Chaque course dure 16 tours de piste. Les huit meilleures patineuses de chaque demi-finale sont qualifiées, suivant un système de points. La gagnante de la demi-finale reçoit 60 points, la seconde 40, la troisième 20. De plus, trois sprints intermédiaires, au terme des quatrième, huitième et douzième tour rapportent à chaque fois 5, 3 et 1 points aux trois premières. 
En cas d'égalité de points, les patineuses sont départagées au temps final.

## Médaillés
| Or                | Argent            | Bronze               |
| Nana Takagi (JPN) | Kim Bo-reum (KOR) | Irene Schouten (NED) |

## Demi-finales
| Rang | Nom                         | Nation       | Points | Temps         | Note |
| ---- | --------------------------- | ------------ | ------ | ------------- | ---- |
| 1    | Francesca Lollobrigida      | Italie       | 68     | 8 min 54 s 19 | Q    |
| 2    | Guo Dan                     | Chine        | 43     | 8 min 54 s 20 | Q    |
| 3    | Keri Morrison               | Canada       | 21     | 8 min 54 s 25 | Q    |
| 4    | Irene Schouten              | Pays-Bas     | 5      | 8 min 54 s 94 | Q    |
| 5    | Nana Takagi                 | Japon        | 5      | 8 min 55 s 14 | Q    |
| 6    | Kim Bo-reum                 | Corée du Sud | 4      | 9 min 22 s 21 | Q    |
| 7    | Mia Manganello              | États-Unis   | 1      | 8 min 54 s 52 | Q    |
| 8    | Maryna Zuyeva               | Biélorussie  | 0      | 8 min 54 s 38 | Q    |
| 9    | Elena Møller Rigas          | Danemark     | 0      | 8 min 54 s 39 |      |
| 10   | Laura Isabel Gómez Quintero | Colombie     | 0      | 8 min 54 s 99 |      |
| 11   | Magdalena Czyszczoń         | Pologne      | 0      | 8 min 56 s 66 |      |
| 12   | Ramona Härdi                | Suisse       | 0      | DNF           |      |

| Rang | Nom                    | Nation             | Points | Temps         | Note |
| ---- | ---------------------- | ------------------ | ------ | ------------- | ---- |
| 1    | Nikola Zdráhalová      | République tchèque | 60     | 8 min 32 s 22 | Q    |
| 2    | Annouk van der Weijden | Pays-Bas           | 40     | 8 min 32 s 31 | Q    |
| 3    | Li Dan                 | Chine              | 24     | 8 min 32 s 49 | Q    |
| 4    | Claudia Pechstein      | Allemagne          | 5      | 8 min 35 s 58 | Q    |
| 5    | Heather Bergsma        | États-Unis         | 5      | 8 min 38 s 19 | Q    |
| 6    | Francesca Bettrone     | Italie             | 5      | 8 min 38 s 69 | Q    |
| 7    | Saskia Alusalu         | Estonie            | 3      | 8 min 35 s 59 | Q    |
| 8    | Luiza Złotkowska       | Pologne            | 3      | 9 min 8 s 41  | Q    |
| 9    | Park Ji-woo            | Corée du Sud       | 1      | 8 min 33 s 43 |      |
| 10   | Ivanie Blondin         | Canada             | 1      | 8 min 53 s 92 |      |
| 11   | Tatsiana Mikhailava    | Biélorussie        | 0      | 8 min 33 s 93 |      |
| 12   | Ayano Sato             | Japon              | 0      | DNF           |      |

## Finale
| Rang                                | Nom                    | Nation             | Points | Temps         |
| ----------------------------------- | ---------------------- | ------------------ | ------ | ------------- |
| Médaille d'or, Jeux olympiques      | Nana Takagi            | Japon              | 60     | 8 min 32 s 87 |
| Médaille d'argent, Jeux olympiques  | Kim Bo-reum            | Corée du Sud       | 40     | 8 min 32 s 99 |
| Médaille de bronze, Jeux olympiques | Irene Schouten         | Pays-Bas           | 20     | 8 min 33 s 02 |
| 4                                   | Saskia Alusalu         | Estonie            | 15     | 8 min 47 s 46 |
| 5                                   | Li Dan                 | Chine              | 3      | 8 min 50 s 48 |
| 6                                   | Maryna Zuyeva          | Biélorussie        | 3      | 8 min 41 s 73 |
| 7                                   | Francesca Lollobrigida | Italie             | 1      | 8 min 33 s 30 |
| 8                                   | Nikola Zdráhalová      | République tchèque | 1      | 8 min 41 s 35 |
| 9                                   | Luiza Złotkowska       | Pologne            | 1      | 8 min 47 s 34 |
| 10                                  | Guo Dan                | Chine              | 0      | 8 min 33 s 90 |
| 11                                  | Heather Bergsma        | États-Unis         | 0      | 8 min 35 s 80 |
| 12                                  | Keri Morrison          | Canada             | 0      | 8 min 41 s 38 |
| 13                                  | Claudia Pechstein      | Allemagne          | 0      | 8 min 41 s 45 |
| 14                                  | Annouk van der Weijden | Pays-Bas           | 0      | 8 min 42 s 19 |
| 15                                  | Mia Manganello         | États-Unis         | 0      | 8 min 54 s 40 |
| 16                                  | Francesca Bettrone     | Italie             | 0      | 9 min 4 s 82  |